# Claudio Úbeda
Claudio Úbeda (ur. 17 września 1969) – argentyński piłkarz występujący na pozycji obrońcy.

## Kariera klubowa
Od 1990 do 2007 roku występował w klubach Rosario Central, Querétaro, Racing Club, Tokyo Verdy i Huracán.